# Litoral austríaco
El Litoral austríaco (en alemán: Österreichisches Küstenland, en italiano: Litorale austriaco, en esloveno: Avstrijsko primorje, en croata: Austrijsko primorje, en húngaro: Tengermellék) o Küstenland (Litorale, Primorska, Primorje) fue un territorio de la Corona (Kronland) dentro del Imperio austríaco (desde 1813 hasta 1867) y de Austria-Hungría (de 1867 a 1918).
El Litoral austríaco incluía la Ciudad Libre Imperial de Trieste y sus suburbios, el Margraviato de Istria y el Condado de Gorizia y Gradisca, que tenían cada uno administraciones independientes, pero que estaban todas sujetas al gobernador imperial en Trieste, la capital de la provincia del Litoral. Trieste tenía importancia estratégica como principal puerto marítimo de Austria-Hungría y la costa del litoral era una destinación preferida de descanso y recreo: la Riviera austríaca. La región tenía carácter multinacional, con presencia de comunidades de italianos, eslovenos, croatas, alemanes, friulanos e istriotas. En 1910, tenía un área de 7969 km² (kilómetros cuadrados) y una población de 894 287 habitantes.
Un área de similar extensión, bajo el nombre de Litoral adriático (Adriatisches Küstenland), fue una de las zonas operativas de las fuerzas alemanas durante la Segunda Guerra Mundial, tras la capitulación de Italia, en septiembre de 1943, y hasta el final de la guerra.

## Historia
La Monarquía de los Habsburgo obtuvo la soberanía sobre los puertos de Trieste y Rijeka (Fiume) en la costa norte del Adriático en 1382 y 1474 respectivamente, pero hizo poco en un inicio para consolidar o desarrollar sus posesiones en el Litoral. La supremacía de la República de Venecia en el Adriático y la atención a la amenaza de expansión del Imperio otomano dio pocas oportunidades a los Habsburgo de ampliar las dos ciudades. Permanecieron separadas administrativamente y retuvieron su autonomía hasta el siglo XVIII.
El emperador Carlos VI aumentó el poder marítimo de los Habsburgo haciendo la paz con los otomanos y declarando el libre comercio marítimo en el Adriático. En 1719, Trieste y Fiume se convirtieron en puertos libres. En 1730, la administración del Litoral fue unificada bajo la Intendencia de Trieste.
Sin embargo, en 1775, José II dividió la administración de los dos puertos principales, asignando Trieste como el puerto de las tierras hereditarias austríacas y Fiume para las del reino de Hungría. Poco después, Trieste fue fusionada con Gorizia y Gradisca.
Durante las guerras napoleónicas, la Monarquía de los Habsburgo obtuvo las tierras de Venecia en la península de Istria y las islas del Carnaro (Kvarner) como parte del Tratado de Campo Formio de 1797.
Sin embargo, estos territorios y todo las nuevas tierras en el Adriático del Imperio austríaco pronto se perdieron en favor del Reino de Italia, un estado títere creado por el Imperio francés, en el Tratado de Presburgo de 1805. En 1809 el Tratado de Schönbrunn transfirió el área a las Provincias Ilirias que eran directamente gobernadas por Francia.
Con la derrota de Napoleón, el Imperio austríaco obtuvo nuevamente la región y, en 1813, todo el Litoral, incluyendo Trieste, Gorizia y Gradisca, toda Istria las islas del Quarnero, Fiume y su zona de influencia, la Croacia Civil, incluyendo Karlstadt (Karlovac), se convirtieron en una unidad administrativa. Desde 1816, el Litoral fue parte del reino de Iliria dentro del Imperio austríaco.
En 1822, Fiume y la Croacia Civil fueron separadas del territorio y cedidas al reino de Hungría (y en 1849 a Croacia).
El Litoral fue oficialmente la Provincia de Trieste (Triest), una de las dos provincias (o gobernaciones) del reino, siendo la otra Laibach (Liubliana). Fue subdividida en cuatro distritos (kreis): Gorizia (Görz; incluyendo Gorizia y la Venecia Julia, Istria (Istrien; Istria Oriental y las islas del Quarnero), Trieste (Triest; la zona de influencia de Trieste e Istria Occidental, y la ciudad de Trieste (Triester Stadtgebiet).
En torno a 1825, el Litoral fue reorganizado en solo dos subdivisiones: Istria con su capital en Mitterburg (Pisino/Pazin) y Gorizia con Trieste y sus inmediatos alrededores bajo el control directo de la corona y separada de la estructura la administrativa local.
En 1849, el reino de Iliria fue disuelto y el Litoral se convirtió en un territorio de la corona con un gobernador en Trieste. Formalmente fue dividido en el Margraviato de Istria y en el condado principesco de (Gefürstete Grafschaft) de Gorizia y Gradisca, permaneciendo Trieste fuera de ambas provincias. En 1914, en vísperas de la desaparición del imperio, el Litoral lo formaban la provincia de Trieste y el margraviato de Istria. Era uno de los territorios más pequeños del imperio y contaba con una población de 938 000 habitantes, de gran variedad cultural: el 46 % de ellos era de cultura italiana; el 31 %, eslovena; el 21 %, croata; y el 2 %, alemana. El campo era mayoritariamente eslavo; las ciudades, italianas. Por entonces la capital era Trieste, la única ciudad importante del territorio y el cuarto puerto mundial por tráfico. La segunda ciudad de la provincia, mucho menor, era Gorizia. Otro centro principal, el único costero junto con Trieste era Pola, base central de la Armada austrohúngara.
Tras la disolución de Austria-Hungría, el Litoral cayó en manos de las fronteras recién expandidas de Italia, como parte de Venecia Julia. Después de la II Guerra Mundial, la mayoría de esta fue incluida en la Yugoslavia. En la actualidad, Croacia y Eslovenia retienen porciones de este territorio, y la ciudad de Trieste permanece bajo gobierno italiano.
El nombre de la región se debe a su versión en esloveno, Primorska (Litoral esloveno), una región de Eslovenia.

## Área y población
Área:
- Gorizia y Gradisca: 2918 km²
- Istria: 4956 km²
- Trieste: 95 km²

Población (censo de 1910):
- Gorizia y Gradisca: 260 721 (89,3 personas/km²)
- Istria: 403 566 (81,4 personas/km²)
- Trieste: 230 000 (2414,8 personas/km²)

### Composición lingüística
De acuerdo con el censo austríaco de 1910 (1911 en Trieste), el Litoral austríaco estaba compuesto por las siguientes comunidades lingüísticas:
Total
- Italiano: 356 676 (incluidos una estimación de 60 000-75 000 hablantes del friulano (40 %)
- Esloveno: 276 398 (31 %)
- Croata: 172 784 (19 %)
- Alemán: 29 077 (3 %)
- Otras lenguas o desconocido: 59 347 (7 %)

Gorizia y Gradisca
- Esloveno: 154 564 (58 %)
- Italiano: 90 119 (incluyendo 60,000-75,000 hablantes del friulano) (36 %)
- Alemán: 4486 (2 %)

Trieste
- Italiano: 118 957 (51.85 %)
- Esloveno: 56 845 (24.78 %)
- Alemán: 11 856 (5.17 %)
- Croata: 2403 (1.05 %)
- Otros: 779 (0.34 %)
- Ciudadanos no-austríacos; de ellos, el 75 % italianos: 38 597 (16.82 %)

Istria
- Croata: 168 184 (43.5 %)
- Italiano: 147 417 (38.1 %)
- Esloveno: 55 134 (14.3 %)
- Alemán: 12 735 (3.3 %)

El censo austríaco no contabilizaba grupos étnicos, ni la lengua materna, pero sí "la lengua de la interacción diaria" (Umgangssprache). Excepto para la pequeña comunidad serbia en Trieste, la aldea de Peroj en Istria, habitada por montenegrinos étnicos, la gran mayoría de los hablantes de croata del Litoral austríaco pueden identificarse como croatas
Después de 1880, las lenguas italiana y friulana fueron contadas bajo la misma categoría, como italiana. El número estimado de hablantes del friulano puede extrapolarse del censo italiano de 1921, el único del siglo XX en que el friulano fue contabilizado como una categoría distinta. El Litoral austríaco tenía un elevado número de población extranjera (en torno a 71 000 o el 7,9 % de la población total), que no fueron interrogados sobre su lengua de interacción. Más de la mitad de ellos residía en la ciudad de Trieste. La mayoría eran ciudadanos del reino de Italia, seguidos por ciudadanos del reino de Hungría (parte de la monarquía dual) y del Imperio alemán. Se puede suponer que la mayoría de estos hablantes extranjeros eran italianos, seguido de alemanes, croatas (de Rijeka y Croacia-Eslavonia) y eslovenos (de la Eslovenia véneta), y hablantes húngaros.

## Distritos

### Gorizia y Gradisca
- Ciudad de Gorizia (Stadt Görz)
- País de Gorizia (Görz Land)
- Gradisca
- Monfalcone (Falkenberg)
- Sežana (Sesana)
- Tolmin (Tolmein, Tolmino)

### Istria
- Koper (Capodistria)
- Krk (Veglia)
- Lošinj (Lussin)
- Poreč (Parenzo)
- Pazin (Mitterburg, Pisino)
- Pula (Pola)
- Volosko, Opatija (Volosca)